# せんとくん
せんとくんは、奈良県マスコットキャラクターである。2010年に開催された平城遷都1300年記念事業（平城遷都1300年祭）の公式マスコットキャラクターとして2008年に誕生し、2011年から奈良県の公式マスコットキャラクターとなった。鹿の角が生えた童子の姿をしている。

## 概要
2008年2月12日、平城遷都1300年記念事業協会から「平城遷都1300年祭」の公式マスコットキャラクターとして図案が発表された。制作者は大阪府出身で東京藝術大学大学院教授であり彫刻家の籔内佐斗司。また、その愛称の募集を同日から同年3月12日までの日程で実施した。その結果4月15日、14,539件の応募の中から愛称は「せんとくん」に決定したと発表された。「せんとくん」には最多の337件の応募があり、以下「ナントくん」（292件）、「ブッカ」（265件）、「鹿坊」（248件）、「しかぶつくん」（154件）などが上位であった。
せんとくんの家族として、2008年7月9日に奈良県庁において、せんとくんの兄の「平城の童子 鹿坊（ろくぼう）」の着ぐるみが初披露された。また同年8月19日、なら100年会館で行われた「平城遷都1300年祭〈500日前〉Startingイベント」において、せんとくんの着ぐるみと、せんとくんの祖父の「鹿爺（ろくじい）」の着ぐるみが初披露された。鹿坊・鹿爺ともに、キャラクターの作者は籔内佐斗司である。
設定上の生年月日は2008年2月12日。同事業を実施する社団法人平城遷都1300年記念事業協会の登録商標の版権を保有し、株式会社近鉄百貨店が同協会から版権管理を受託している。

## 反響

### 殺到する批判
せんとくんの図案には2008年2月12日の発表当初からさまざまな批判が寄せられた。まず従来流行していたゆるキャラとは一線を画したこれまでにないデザインに、一部の人から「気持ち悪い」との声が上がった。奈良の古刹を中心とした仏教界からは、仏に鹿の角を生やしたような姿は「仏様を侮辱している」と異議が唱えられた。なお、図案者の籔内は、以前にも「鹿角童子」の名で童子に鹿の角を生やしたような彫刻をたびたび発表しており、理解を求める意見も寄せられている。
また制作経費が1,018万円にも達したこと、作品から得られる著作権収入の譲渡も含めた制作料として500万円が籔内に支払われたこと、図案を一般公募せずに専門家から募った21案中から、広告代理店を通したコンペで選考されたこと、選考に市民の参加が無かったことなども批判の的となった。
Yahoo!ニュースにて2008年3月3日から3月11日までの9日間行われた世論調査ではこのマスコットキャラクターに対する反対が78 %にもなり、支持の19 %を圧倒した。3月9日からは、キャラクターの白紙撤回を求める市民団体「平城遷都1300年祭を救う会」が奈良市内で街頭署名活動を開始した。
多くの批判を受けた籔内は2008年3月、自身のウェブサイトにおいて、メールで寄せられた20件以上の批判に対する回答を行った。愛称決定翌朝の4月16日にテレビ番組『スッキリ!!』（日本テレビ系列）に籔内が出演して語ったところによると、「私のところに800通以上きているメールで、批判は3割」だったとのことである。籔内はのちに講演会において「匿名で人を攻撃する現在の社会の病を感じた」と述べている。
荒井正吾奈良県知事は2008年3月12日の定例会見で、市民団体らが求めるマスコットキャラクターの白紙撤回は「考えていない」と明言した。

### 愛称の問題
兵庫県神戸市兵庫区の平野地区では、平安時代末期に平清盛の主導で同地区に造営された福原京にちなんで2005年から「福原遷都まつり」というイベントが毎年開催されており、同まつりには「セントくん」という名のイメージキャラクターが存在する。2008年4月15日の愛称発表直後にこのことを指摘された平城遷都1300年記念事業協会は、この「セントくん」の存在を事前に把握していながら「キャラクター名が商標登録されていないことを確認し、問題ないと判断」し、また福原遷都まつりを単発のイベントと誤認して、公募最上位の「せんとくん」をそのまま採用していたことが明らかになった。このため協会は、4月17日に福原遷都まつりの実行委員会に電話で事情を説明し、謝罪した。

### 対抗する非公式マスコットの擁立
奈良在住のクリエイターの団体「クリエイターズ会議・大和」（現・まんとくんネット）は2008年6月2日、図案とその選考過程の密室性に反発して、平城遷都1300年祭の独自の非公式マスコットキャラクター「まんとくん」を発表した。また奈良の仏教界の親睦団体「南都二六会」も同年6月20日、独自に「なーむくん」を発表した。

### 一転、人気者に
このようなマスコットキャラクターを巡る騒動に関し多くの報道が行われた結果、せんとくん自体の知名度は非常に高まった。大阪府立大学経済学部教授の荒木長照らは2008年4月19日、このマスコットキャラクターに関する報道による宣伝効果の試算を発表し、テレビではNHKと民放キー局の28番組で計1時間52分02秒取り上げられ、広告料に換算すると1,469,590,167円、新聞では全国紙の記事段数などから13,331,019円、合計約15億円の宣伝効果があったとした。

### 奈良県の観光マスコットに
人気ぶりを見て奈良県が籔内から了承を得て、県の観光マスコットに採用することとなり、2010年12月22日に、翌2011年1月4日の仕事始めで辞令を交付すると発表した。その後は現在に至るまで奈良県のマスコットキャラクターとして制定されている。

## 商業展開

### 商品・ノベルティグッズ
福原遷都まつりとの間の愛称問題の際に協会が商標権を気にしていたことで明らかになったように、せんとくんは当初からその意匠を用いた商品の開発・販売による商業展開を視野に入れていた。最初の商品は2008年8月19日の「平城遷都1300年祭〈500日前〉Startingイベント」に合わせて同日から1万個が販売された真鍮製のピンズで、同時期には最初のノベルティグッズとして携帯電話ストラップ・携帯電話クリーナー・シールの3アイテムが開発された。
協会では2008年12月、せんとくんをデザインした2009年の卓上カレンダーを1,500部製作し、1,000部はノベルティとして、残り500部を奈良県庁内の売店で12月15日から限定販売を始めたところ、約2時間で完売した。
2009年1月29日の「平城遷都1300年祭オフィシャルショップ」開店時には、キーホルダー・ピンズ・記念メダルなどのアクセサリー、タオル・Tシャツ・キャップ・クッション・エプロン・トートバッグなどの衣類、メモ帳・クリアファイル・ボールペンなどの文房具やマグカップなど、公式記念品は計25アイテム65種類が取り揃えられた。その後、ぬいぐるみなどの新アイテムも追加されている。
2009年11月現在で、ライセンス契約は100社、グッズは120アイテム700種類以上、ライセンス契約額は12億円超になった。2010年7月末には、会場内のオフィシャルショップ2店舗の売上高が、当初目標額の約2.5倍、開催期間終了時の目標額の約95%に達している。

### 平城遷都1300年祭オフィシャルショップ
せんとくんの版権管理を受託している近鉄百貨店は、平城遷都1300年記念事業の公式記念品を販売する専用店舗として、2009年1月29日に近鉄百貨店奈良店（奈良市）1階に「平城遷都1300年祭オフィシャルショップ」1号店を開店、これに続き同年3月19日には近鉄百貨店橿原店（橿原市）1階にオフィシャルショップ2号店を開店した。販売商品の大多数にはせんとくんの意匠が入れられ、さながらせんとくんグッズの専門ショップとなっている。この他に近鉄百貨店以外によるオフィシャルショップとして、同年4月に奈良市内にオフィシャルショップ3号店・4号店が相次いで開店した。
これらの公式記念品は一部を除き「近鉄百貨店インターネットショップ」で通信販売もされている。
また、奈良県および平城遷都1300年祭の広報施設と奈良県産品のアンテナショップを兼ねた施設として奈良県が東京・日本橋室町に2009年4月4日に開設した「奈良まほろば館」でも一部が店頭販売されている。

### 非公式専門店
これらとは別に非公式の専門店として、奈良市中心部の商店街に2009年3月20日、地元の印刷業者「株式会社明新社」による奈良産キャラクターグッズ専門店「ならクターショップ絵図屋」が開店した。同店はせんとくん・まんとくん・なーむくんのグッズを併売していることで特筆すべき存在で、開店時にはせんとくんグッズ35アイテム109種類、まんとくんグッズ39アイテム90種類、なーむくんグッズ12アイテム37種類、その他の奈良産キャラクターや店舗オリジナルキャラクターのグッズが取り揃えられた。
もともと明新社の店舗であった同店には2008年6月12日、シャッターにせんとくんとまんとくんが並んで描かれ（ともに認可第1号）、両キャラクターの縁を結んだとしてかねてから話題になっていた場所である。

### 使用料無償化へ
制定から平城遷都1300年祭の時期には高い人気を誇ったが、2010年度の4900万円をピークに版権使用料は低下し、2017年度には161万円にまで落ち込んだ。このため、奈良県は2018年6月13日に、商業利用時にかかる3%の版権使用料を撤廃する方針を示し、同年8月から導入する見込みと報じられた。奈良県への事前申請と県の承認（規定を守ることが条件）は無償化後も継続する見込みである。規定については無償化と同時に改定されている。

## 露出

### 立像
阪奈道路学園前出口付近の阪奈緑地（奈良市）に2009年3月、全高2.2mのせんとくんのFRP製立像が設置された。大阪方面から来市するドライバーに対する平城遷都1300年祭の宣伝のために平城遷都1300年記念事業協会が2010年末までの予定で設置したもので、制作費は162万7,500円、製作日数は49日間であったという。
また奈良県庁正面玄関ロビーには同年4月2日、県により全高1.6mのFRP製立像が設置された。当初は2010年末までの展示予定とされ、制作費は約40万円と報じられた。前記の通り、せんとくんが奈良県の観光マスコットに任命されたことから、2011年以降も引き続き設置されており、2012年3月には新たに奈良時代の官服をまとう姿に変更されている。
立像はこの他、近鉄奈良駅総合観光案内所、明日香村の奈良県立万葉文化館、東京の奈良まほろば館、奈良市庁舎、奥村記念館無料休憩所、奈良県立美術館にも設置されている。

### 奈良クラブのユニフォーム
奈良県を本拠地とするサッカークラブチーム「奈良クラブ」は2009年4月10日、同日付で平城遷都1300年記念事業協会とサポート契約したと発表した。これにより協会は同クラブの2009年シーズンのユニフォームスポンサーとなり、同クラブのユニフォーム胸部にはせんとくんの意匠と「平城遷都1300年祭」の文字が掲出された。また同クラブ公式サイトでは、これのレプリカユニフォームが通信販売された。

### オフィシャル応援隊の委嘱
2009年4月4日、お笑いコンビ「TKO」がせんとくんのオフィシャル応援隊に就任した。TKOのメンバーの木下隆行がせんとくんにそっくりの顔であったことから、せんとくんのものまねを持ちネタの一つとしていたことが縁で、委嘱式は奈良まほろば館のオープニングイベントにおいて行われた。

### アニメ出演
2024年7月から9月にかけて放映されたテレビアニメ「しかのこのこのここしたんたん」最終回（第12話）にてゲスト出演。アニメ化され踊っている姿などが描かれた。ちなみに、同番組放送開始前には「シカ界の大先輩」としてアニメ化のお祝いコメントを寄せている。

## 着ぐるみ
せんとくんの着ぐるみには、まだ現物製作の詳細が決まっていない2008年5月頃から出演依頼が相次ぎ、同年8月19日の初披露日までに日本各地のイベントから45件もの出演依頼が寄せられた。着ぐるみが完成してからは、奈良県内にとどまらず各地のイベントに多数出演している。
着ぐるみの県外デビューは2008年8月30日に関西国際空港で開催された「大阪ゆるキャラフェスティバル」で、これを皮切りに同年9月13日の「奈良ゆかりフォーラム」で東京に初登場、10月7日の阪神三宮駅における奈良観光キャンペーンで神戸に初登場した。
2008年12月31日から2009年1月1日にかけて日本テレビで放映されたテレビ番組『ダウンタウンのガキの使いやあらへんで!! 大晦日年越しSP』中の企画「絶対に笑ってはいけない新聞社24時」に、せんとくんの着ぐるみは仕掛け役として登場した。TKO木下もダウンタウンの前に「TKO木下せんとくん」として、せんとくんが退場した直後に登場した。
遠くは九州まで足を伸ばしており、福岡県を二度訪れている。最初は2009年9月18日から20日にかけて、奈良市の友好都市である太宰府市および当時「国宝 阿修羅展」を開催中であった同市内の九州国立博物館を訪れ、二度目は同年11月24日から26日にかけて福岡三越（福岡市）でのPRイベントに出演した。
2012年1月12日、新しい衣装とテーマ曲が発表された。新しい衣装は、奈良時代の水色の官人装束、桃色の上着に桜の冠を付けた春用の天平装束、紅葉色の上着に紅葉の冠を付けた秋用の天平衣装の3種類となっている。

### 恋人候補の出現
奈良県葛城市は2009年4月15日、同市に古くからゆかりのある伝説の人物「中将姫」をイメージした公式マスコットキャラクターを発表。同月22日には奈良県庁でせんとくんと対面し、「デートしませんか」などと書かれた恋文を渡した。せんとくんは、口に手を当てて驚きの様子を見せたが、同席した荒井正吾奈良県知事から「デートする?」と聞かれると、大きくうなずき、5月14日に葛城市内の當麻寺で初デートすることになった。
2009年5月14日當麻寺で、せんとくんと葛城市の公式マスコットキャラクターとのデートが実現した。當麻寺の毎年恒例の行事「練供養会式」に合わせてセッティングされたもので、午後3時ごろに2体は待ち合わせ、浄土を示す本堂と現世を示す娑婆堂との間に架けられた来迎橋に2体仲良く現れた。寺の菩薩がそれぞれの手を握り、雅楽と読経が流れる中、2体は来迎橋を渡った。せんとくんは彼女と別れたあと、境内の裏で報道陣の質問に恥ずかしそうに答えた。
この女の子キャラクターの愛称は一般公募の結果、同年6月14日に「蓮花ちゃん」に決定した。この愛称発表会にも、せんとくんは駆けつけている。
その後せんとくんは同年9月13日にも葛城市を訪れ、「葛城市商工まつり2009」で蓮花ちゃんと再会した。
2010年の正月、せんとくんの許には1月6日までに148通の年賀状が届いたが、蓮花ちゃんからの年賀状は届いていなかったという。その後、2011年のせんとくんの奈良県庁への就職後、蓮花ちゃんが就職のお祝いと新年の挨拶という名目で最初の客として訪問し、手紙を直接手渡している。
しかし、2011年11月3日に登場した奈良県大淀町のゆるキャラよどりちゃんも、せんとくんと親交を深めており、蓮花ちゃんは自らのブログでライバルの出現に不安感を吐露。2012年のバレンタインデーには奈良県庁で勤務中のせんとくんの前でよどりちゃんと蓮花ちゃんが鉢合わせをする三角関係状態となった。その後も毎年、バレンタインには蓮花ちゃんを含めた県内自治体の女性キャラクター複数がせんとくんにチョコレートを渡すセレモニーが恒例となっている。
2018年2月、図案の発表（誕生）から10周年を迎え、2月15日には奈良県庁で県下の女性マスコットキャラクターや奈良女子大学の学生からチョコレートやケーキを贈呈されたほか、くまモンをはじめ全国56の自治体マスコットキャラクターから祝福のメッセージが届けられた。

## 経済効果

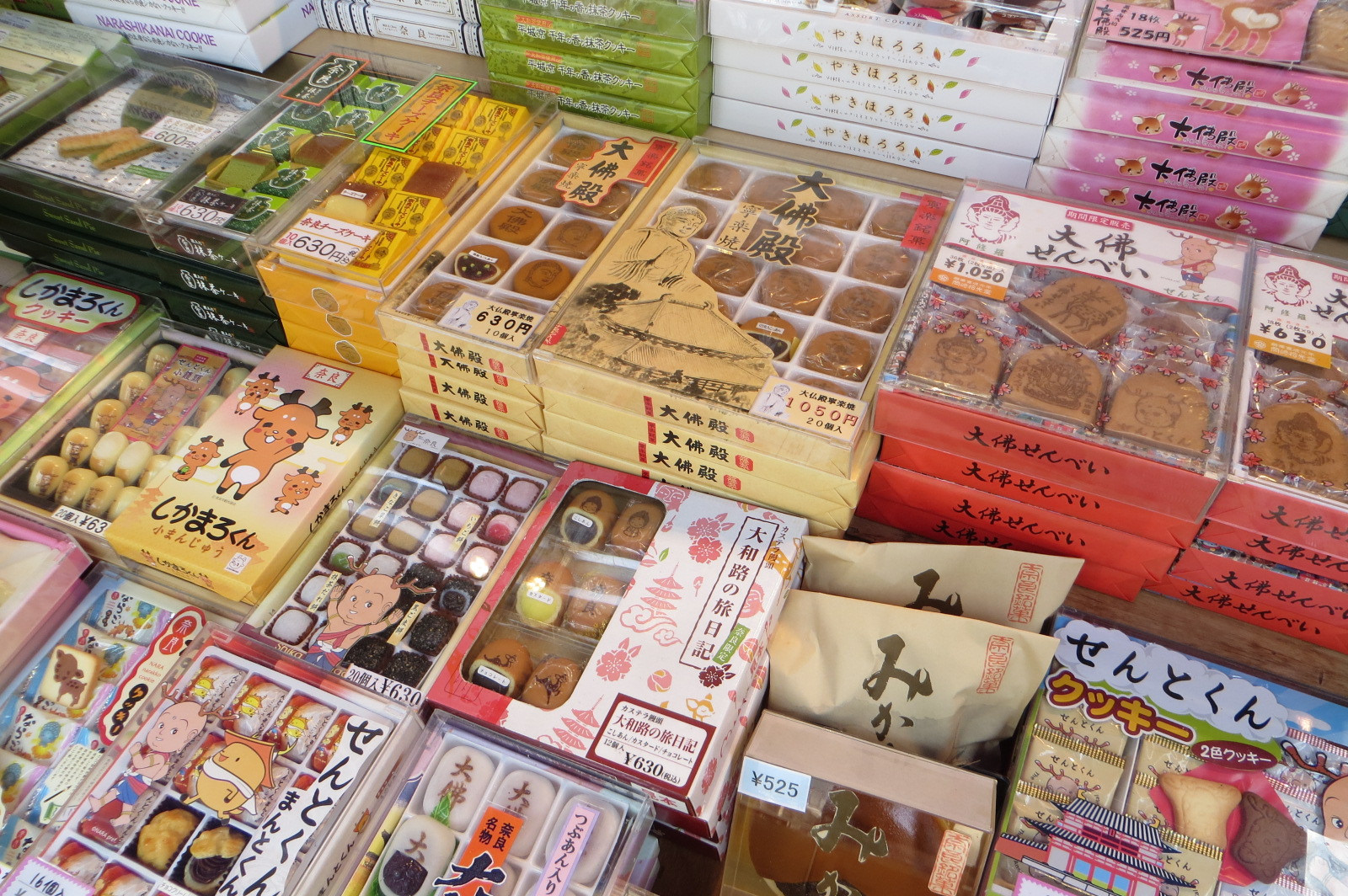
せんとくん土産菓子

2018年、関西大学の宮本勝浩名誉教授は、せんとくんの誕生から10年で、奈良県に約2105億円の経済効果をもたらしたとの試算を発表した。この10年で宿泊・日帰り客数が計約3000万人増加し、33150人の新規雇用を生み出しているという。

## その他

### テーマ曲
- 『せんとくんなら知っている』（平城遷都1300年祭500日前イベントで発表[90]）
  - 作詞：大塚雄三、作曲：安井佑輝・大塚雄三、歌：まほろば音楽堂（平城遷都1300年祭応援団有志）

- 『元気いっぱいせんとくん』（2012年01月12日に新衣装と一緒に発表[91]）
  - 作詞：籔内佐斗司、作曲・編曲：足本憲治、演奏：東京楽竹団、歌：モエヤン（お笑いコンビ）

### 専用通貨
- 平城遷都祭2006から専用通貨「せんと」が使われており、遷都祭会場ではこの通貨以外は使用できない。平城遷都祭2009ではせんとくんの絵柄が採用され、12種類のせんとくんのポーズが描かれた[92][93]。